# Communauté de communes du canton de Bligny-sur-Ouche
La Communauté de communes du canton de Bligny-sur-Ouche était une communauté de communes française, située dans le département de la Côte-d'Or et l'arrondissement de Dijon.

## Histoire
La communauté de communes du canton de Bligny-sur-Ouche avait été créée le 21 juin 1999.
Elle a été dissoute le 31 décembre 2016 pour fusionner avec la communauté de communes de l'Auxois Sud et former la communauté de communes de Pouilly-en-Auxois et Bligny-sur-Ouche.

## Composition
| Nom                      | Code Insee | Gentilé     | Superficie (km2) | Population (dernière pop. légale) | Densité (hab./km2) |
| ------------------------ | ---------- | ----------- | ---------------- | --------------------------------- | ------------------ |
| Bligny-sur-Ouche (siège) | 21087      | Bélinéens   | 27,99            | 848 (2014)                        | 30                 |
| Antheuil                 | 21014      |             | 10,28            | 62 (2014)                         | 6                  |
| Aubaine                  | 21030      |             | 16,21            | 101 (2014)                        | 6,2                |
| Auxant                   | 21036      |             | 5,56             | 68 (2014)                         | 12                 |
| Bessey-en-Chaume         | 21065      |             | 10,46            | 140 (2014)                        | 13                 |
| Bessey-la-Cour           | 21066      |             | 4,59             | 65 (2014)                         | 14                 |
| Chaudenay-la-Ville       | 21155      |             | 5,18             | 44 (2014)                         | 8,5                |
| Chaudenay-le-Château     | 21156      |             | 5,27             | 46 (2014)                         | 8,7                |
| Colombier                | 21184      |             | 3,90             | 53 (2014)                         | 14                 |
| Crugey                   | 21214      | Crugéens    | 6,30             | 188 (2014)                        | 30                 |
| Cussy-la-Colonne         | 21221      |             | 6,09             | 66 (2014)                         | 11                 |
| Écutigny                 | 21243      |             | 5,69             | 93 (2014)                         | 16                 |
| La Bussière-sur-Ouche    | 21120      | Buxérois    | 20,65            | 139 (2014)                        | 6,7                |
| Lusigny-sur-Ouche        | 21360      |             | 10,07            | 109 (2014)                        | 11                 |
| Montceau-et-Écharnant    | 21427      |             | 18,58            | 162 (2014)                        | 8,7                |
| Painblanc                | 21476      |             | 9,15             | 154 (2014)                        | 17                 |
| Saussey                  | 21588      | Sausserais  | 8,97             | 85 (2014)                         | 9,5                |
| Thomirey                 | 21631      |             | 7,07             | 46 (2014)                         | 6,5                |
| Thorey-sur-Ouche         | 21634      |             | 12,03            | 158 (2014)                        | 13                 |
| Veilly                   | 21660      |             | 5,39             | 53 (2014)                         | 9,8                |
| Veuvey-sur-Ouche         | 21673      | Veuveysiens | 10,04            | 211 (2014)                        | 21                 |
| Vic-des-Prés             | 21677      | Vicois      | 8,95             | 116 (2014)                        | 13                 |

## Compétences
- Hydraulique
- Assainissement non collectif
- Collecte des déchets des ménages et déchets assimilés
- Traitement des déchets des ménages et déchets assimilés
- Autres actions environnementales
- Activités sociales
- Création, aménagement, entretien et gestion de zone d'activités industrielle, commerciale, tertiaire, artisanale ou touristique
- Action de développement économique (Soutien des activités industrielles, commerciales ou de l'emploi, Soutien des activités agricoles et forestières...)
- Construction ou aménagement, entretien, gestion d'équipements ou d'établissements culturels, socioculturels, socio-éducatifs
- Activités péri-scolaires
- Schéma de cohérence territoriale (SCOT)
- Schéma de secteur
- Constitution de réserves foncières
- Organisation des transports non urbains
- Création, aménagement, entretien de la voirie
- Tourisme
- Politique du logement non social
- Opération programmée d'amélioration de l'habitat (OPAH)
- Préfiguration et fonctionnement des Pays
- NTIC (Internet, câble...)

## Sources
- La base Aspic (Accès des services publics aux informations sur les collectivités) pour le département de la Côte-d'Or
- [PDF] Communauté de communes du canton de Bligny-sur-Ouche sur la base Banatic (Base nationale d'informations sur l'intercommunalité)